# Dortmund-Kurl (stacja kolejowa)
Dortmund-Kurl – stacja kolejowa w Dortmundzie, w kraju związkowym Nadrenia Północna-Westfalia, w Niemczech. Znajduje się tu 1 peron.